# Vérité et mensonge au sens extra-moral

Vérité et mensonge au sens extra-moral (en allemand : Über Wahrheit und Lüge im außermoralischen Sinn) est un texte inachevé du philosophe allemand Friedrich Nietzsche, rédigé en 1873.

## Résumé
Nietzsche critique ici l'anthropocentrisme. Il disqualifie plus largement l'intellect et la connaissance. L'intellect provient selon Nietzsche d'une hypostase du besoin (abstraction inexactement déterminée comme une réalité) : cette hypostase se nomme la conscience. L'intellect est le produit de la dépendance à l'égard des autres hommes, produit de la vie sociale. Les thèses développées par Calliclès dans le dialogue socratique nommé Gorgias sont ici reprises : conception d'un ordre humain juste « selon la nature », et non juste « selon la loi »
Qu'est-ce que l'intellect ? Les lois logiques. D'où viennent-elles ? Le langage n'est pas originairement logique. Or le langage est l'ensemble des transpositions arbitraires des sensations, les concepts sont des « métaphores »- («L'X énigmatique de la chose en soi est d'abord saisi comme excitation nerveuse, puis comme image, comme son articulé enfin » écrit Nietzsche)-, qui mutilent la singularité et comportent des préjugés grammaticaux (les genres, la relation sujet/objet, l'étymologie).
Ces points conduisent à la formulation d'une distinction : il existe deux plans distincts de la notion de vérité, un plan moral, et un plan extra-moral :
- Le plan de la vérité morale (parfois appelée véracité) provient de la dépendance généalogique des matériaux de la pensée à l'égard de la communauté humaine (qu'on l'appelle société, famille, troupeau ou quoi que ce soit d'autre).
- Le plan extra-moral est obtenu par déconstruction généalogique : en faisant la généalogie des matériaux de la pensée, on découvre les points de déformation. En les corrigeant, on peut reconstruire ce que serait la vérité au sens extra-moral.

La vérité au sens extra-moral conduit à abandonner le genre de vie théorique (celui qui connait par concept), et à lui substituer un genre de vie artistique (celui qui connait par les sensations).

## Explication
Ce genre de vie artistique, sur lequel Nietzsche laisse le texte s'achever, est celui de "la domination de l'art" dont les Grecs sont les représentants : « dissimulation, reniement de l'indigence, éclat des intuitions métaphoriques, immédiateté de l'illusion ». Cette domination ne doit pas être réduite à un sensualisme, à un empirisme naïf, pas plus qu'à une nouvelle théorie de la connaissance comme « connaissance parfaite des différences propres de la chose » que délivreraient les sensations, c'est-à-dire connaissance empirique du singulier. Le genre de vie prôné ici par Nietzsche est un abandon vivant de la connaissance, un « jeu avec le sérieux ».
Un texte, en résumé, écrit contre le criticisme kantien, contre l'idéalisme et les philosophies du sujet en général, utilisable contre les théories formelles ou cohérentistes de la vérité.

## Commentaire
« C'est dans Vérité et Mensonge au sens extra-moral (été 1873) que le paradoxe d'un langage de part en part figural, et de ce fait réputé mensonger, est poussé le plus loin. Paradoxe, en un double sens : d'abord en ce que, dès les premières lignes, la vie, prise apparemment en un sens référentiel et non figural, est mise à la source des fables par lesquelles elle se maintient. Ensuite en ce que le propre discours de Nietzsche sur la vérité comme mensonge devrait être entraîné dans l'abîme du paradoxe du menteur. Mais Nietzsche est précisément le penseur qui a assumé jusqu'au bout ce paradoxe, que manquent les commentateurs qui prennent l'apologie de la Vie, de la Volonté de puissance, pour la révélation d'un nouvel immédiat, substitué à la même place et avec les mêmes prétentions fondationnelles que le Cogito. Je ne veux pas dire par là que Nietzsche, dans son effort pour surmonter le nihilisme, n'ait pas eu en vue pareille reconstruction. Mais il importe que celle-ci reste à la merci du geste de déconstruction auquel est soumise la métaphysique antérieure. En ce sens, si l'argument dirigé contre le Cogito peut être interprété comme une extension au Cogito lui-même de l'argument cartésien du malin génie, au nom du caractère figural et mensonger de tout langage, il n'est pas certain qu'en se plaçant lui-même sous le paradoxe du menteur, Nietzsche ait réussi à soustraire sa propre philosophie à l'effet de déconstruction déchaîné par son interprétation rhétorique de toute philosophie.
Le paradoxe initial est celui d'une « illusion » servant d'« expédient » au service de la conservation de la vie. Mais la nature elle-même a soustrait à l'homme le pouvoir de déchiffrer cette illusion : « Elle a jeté la clé ». Pourtant, cette clé, Nietzsche pense la posséder : c'est le fonctionnement de l'illusion comme Verstellung. Il importe de conserver le sens de déplacement à ce procédé, qui signifie aussi dissimulation, car c'est lui qui désigne le secret du fonctionnement non seulement langagier, mais proprement rhétorique de l'illusion. Nous revenons ainsi à la situation du Cratyle de Platon et à l'affrontement dont parle le dialogue socratique entre une origine « naturelle » et une origine « conventionnelle » des désignations de choses par les mots. Nietzsche n'hésite pas : le modèle – si l'on ose dire –, c'est le menteur qui mésuse du langage à coups de « substitutions volontaires et d'inversions de noms » (ibid.). Mais, de même que le langage figuratif, dans le texte précédent, ne pouvait plus être opposé à un quelconque langage littéral, le langage du menteur n'a pas non plus pour référence un langage non mensonger, car le langage est en tant que tel tissé de telles substitutions et inversions. »

— Paul Ricœur, Soi-même comme un autre, Seuil, 1990, p. 23 et suiv.

## Éditions critiques
- « Introduction théorétique sur la vérité et le mensonge au sens extra-moral », dans Le livre du philosophe, éd. bilingue, trad. fr. Angèle Kremer-Marietti, Paris, Aubier-Flammarion, 1969.
- La Philosophie à l'époque tragique des Grecs / Sur l'avenir de nos établissements d'enseignement / Cinq préfaces à cinq livres qui n'ont pas été écrits / Vérité et mensonge au sens extra-moral, éd. établie par Giorgio Colli et Mazzino Montinari, Folio, 1990.
- Vérité et mensonge au sens extra-moral, trad. fr. Nils Gascuel, lecture de François Warin et Philippe Cardinali, Actes Sud, 1997 ; rééd. 2002.
- Vérité et mensonge au sens extra-moral, trad. fr. Marc de Launay et Michel Haar, dossier établi par Dorian Astor, Folio Plus, 2009.